# Municipio de Hot Springs
El municipio de Hot Springs (en inglés: Hot Springs Township) es un municipio ubicado en el condado de Garland en el estado estadounidense de Arkansas. En el año 2010 tenía una población de 41479 habitantes y una densidad poblacional de 296,18 personas por km².

## Geografía
El municipio de Hot Springs se encuentra ubicado en las coordenadas 34°29′40″N 93°2′52″O / 34.49444, -93.04778. Según la Oficina del Censo de los Estados Unidos, el municipio tiene una superficie total de 140.05 km², de la cual 134 km² corresponden a tierra firme y (4.32%) 6.05 km² es agua.

## Demografía
Según el censo de 2010, había 41479 personas residiendo en el municipio de Hot Springs. La densidad de población era de 296,18 hab./km². De los 41479 habitantes, el municipio de Hot Springs estaba compuesto por el 77.33% blancos, el 15.27% eran afroamericanos, el 0.62% eran amerindios, el 0.88% eran asiáticos, el 0.03% eran isleños del Pacífico, el 3.02% eran de otras razas y el 2.84% pertenecían a dos o más razas. Del total de la población el 7.01% eran hispanos o latinos de cualquier raza.